# Graellsia isabelae
Graellsia isabelae је инсект из реда лептира (Lepidoptera) и породице Saturniidae.

## Распрострањење
Врста има станиште у Шпанији и Француској.
Подаци о распрострањености ове врсте су недовољни.